# Gabriel Barbosa
Gabriel Barbosa Almeida (født 30. august 1996), ofte kendt som Gabigol, er en brasiliansk professionel fodboldspiller, som spiller for Campeonato Brasileiro Série A-klubben Flamengo og Brasiliens landshold.

## Klubkarriere

### Santos
Gabriel Barbosa begyndte sin karriere hos Santos FC, hvor han gjorde sin førsteholdsdebut den 26. maj 2013 i en alder af 16 år. Han blev her hurtigt etableret som en af de største talenter i brasiliansk fodbold, da han som teenager etablerede sig som fast mand på holdet. Han blev her kaldet den 'næste Neymar', som også var kommet gennem Santos ungdomsakademi. Denne opmærksomhed tiltrak interesse fra flere klubber i Europa, herunder Manchester United, Arsenal og Barcelona som blev reporteret til at være interesseret.

### Inter Milan
Det endte dog med at blive italienske Inter Milan som sikrede Gabigol, da han i august 2016 underskrev en kontrakt med klubben.

#### Lejeaftaler
Den lykkedes dog ikke Gabriel at slå igennem hos Inter, og i august 2017 blev han udlejet til Benfica. Her blev det dog kun blev værre, da han på en halvsæson i Portugal kun spillede 165 minutter.
I januar 2018 blev han udlejet tilbage til Santos.

### Flamengo
I januar 2019 blev Gabriel igen udlejet, danne gang til Flamengo. Skiftet var en stor succes for Gabigol, og han begyndte at spille det bedste fodbold i sin karriere. I Copa Libertadores finalen den 23. november imod River Plate scorede han to mål i de sidste minutter af kampen, og Flamengo vandt hermed turneringen. Flamengo vandt også det brasilianske mesterskab, og Gabriel sluttede her som topscorer i sæsonen med 25 mål. Han blev som resultat kåret som årets spiller i ligaen.
I januar 2020 blev hans skifte til Flamengo gjort permanent. Han scorede den 4. september 2022 sit mål nummer 100 i den brasilianske Série A, og blev hermed den yngste spiller nogensinde til at opnå dette antal.

## Landsholdskarriere

### Ungdomslandshold
Gabriel har repræsenteret Brasilien på flere ungdomsniveauer.

### Olympiske landshold
Gabriel var del af Brasiliens trup, som vandt guld ved sommer-OL 2016.

### Seniorlandshold
Gabriel debuterede for Brasiliens landshold den 30. maj 2016. Han var del af Brasiliens trupper til Copa América Centenario og 2021.

## Titler
Santos
- Campeonato Paulista: 2 (2015, 2016)

Flamengo
- Copa Libertadores: 2 (2019, 2022)
- Recopa Sudamericana: 1 (2020)
- Campeonato Brasileiro Série A: 2 (2019, 2020)
- Copa do Brasil: 1 (2022)
- Supercopa do Brasil: 2 (2020, 2021)
- Campeonato Carioca: 3 (2019, 2020, 2021)

Brasilien U/23
- Sommer-OL guldmedalje: 1 (2016)

Individuelle
- Campeonato Paulista Årets hold: 2( 2016, 2018)
- Campeonato Carioca Prets hold: 4 (2019, 2020, 2021, 2022)
- Copa do Brasil topscorer: 3 (2014, 2015, 2018)
- Campeonato Brasileiro Série A Årets hold: 3 (2018, 2019, 2020)
- Campeonato Brasileiro Série A topscorer: 2 (2018, 2019)
- Bola de Ouro: 1 (2019)
- Copa Libertadores Turneringens hold: 3 (2019, 2021, 2022)
- Copa Libertadores topscorer: 2 (2019, 2021)
- Copa Libertadores Turneringens spiller: 1 (2021)